# Leila Alaoui
Leila Alaoui (* 10. Juli 1982 in Paris, Frankreich; † 18. Januar 2016 in Ouagadougou, Burkina Faso) war eine französisch-marokkanische sozial engagierte Fotografin und Videokünstlerin. Sie war das Opfer eines Terroranschlags der Extremistengruppe al-Mourabitou.

## Leben und Werk
Leila Alaoui wurde 1982 in Paris als eines der drei Kinder von Abdelaziz Belahcen Alaoui, einem marokkanischen Geschäftsmann, und Christine Alaoui (geb. Abrate), einer französischen Fotografin, geboren. Mit ihren Geschwistern wuchs sie im luxuriösen Stadtviertel La Palmeraie/Marrakesch/Marokko auf.
Nach dem Besuch der Primarschule L’École Auguste Renoir dann des Lycées francais Victor-Hugo und bestandenem Baccalauréat im Jahre 2000, ging sie im Alter von achtzehn Jahren nach New York.
Zunächst (2000 bis 2003) an die Hofstra University in Hempstead auf Long Island, um dort Soziologie und Film zu studieren, dann (2004 bis 2005) an die City University of New York (CUNY), um ein Fotografie-Studium zu absolvieren.
2006 unternahm sie eine zweimonatige Reise durch Zentralamerika für eine Foto-Reportage über die Kultur der Maya. 2008 machte sie ihren Bachelor of Arts in Fotografie an der CUNY. Noch während ihrer Zeit an der CUNY arbeitete sie als Freelancer-Fotografin und Produktionsassistentin in der Film- und Modebranche, u. a. für Spike Lee, Shirin Neshat, John M. Hall, Maripol, Serge Lutens. Die Film-, Mode- und Werbebranche war jedoch nicht ihre Welt. Sie nutzte diese Zeit, um darüber nachzudenken, wie man die (Foto-)Technik der Studios für anthropologische, dokumentarische Fotografie nutzen könnte, um dann ihren eigenen Weg zu gehen.
Inspiriert von berühmten Fotografen wie Robert Frank (The Americans, 1958) oder Richard Avedon standen Themen wie kulturelle Identität und Diversität, Geschichten der Migration im Mittelmeerraum, ethnische Minderheiten und Randgruppen im Zentrum ihres Schaffens. Durch multimediale Arbeiten mit einer Mischung aus historischen Fotos, Dokumentaraufnahmen oder Videoinstallationen versuchte sie soziale Wirklichkeiten mittels einer Bildsprache auszudrücken, die erzählerische Dokumentationstiefe mit starker ästhetischer Wirkung verbindet. Als kommerzielle Fotografin arbeitete sie für Magazine und NGOs. Ihre Arbeiten wurden in zahlreichen Ausstellungen weltweit präsentiert.
Zu ihren bedeutendsten Werken zählen „Les Marocains“, „No Pasara“ (über die marokkanische Migrationsbewegung), „Natreen“ (über syrische Flüchtlinge in Libanon) oder „Crossings“ (Beschreibung der Reise von Schwarzafrikanern, beginnend von ihrer Heimat nach Marokko).
Ihr Interesse an Migrationsbewegungen, das zentral für ihr gesamtes Werk erscheint, erklärte Leila Alaoui in einem Interview mit Al-Jazeera:

“Throughout my adolescence in Morocco, stories of migrants drowning at sea became regular on the news. In my eyes, these stories were constant reminders of deep-rooted social injustice. My French-Moroccan identity gave me the privilege of crossing borders freely while others couldn’t. When I turned 18, I moved to the United States and became even more exposed to questions of belonging and identity construction. I developed strong interests in ethnic minorities, sub-cultures and marginalised groups. This strengthened my conviction to develop my own style and voice, using photography, video art and social activism. When I moved back to Morocco in 2008, I began a project on Moroccan youth and the phenomenon of migration. Later, as a continuation of my work on migration, I became interested in the sub-Saharan communities in Morocco and witnessed that sub-Saharan migrants suffered from strong discrimination and racism.”

„Während meiner gesamten Jugend in Marokko wurden Berichte über Migranten, die im Meer ertranken, in den Nachrichten zu etwas Alltäglichem. In meinen Augen erinnerten diese Berichte beständig an eine tiefverwurzelte soziale Ungerechtigkeit. Durch meine französisch-marokkanische Identität war ich privilegiert die Grenzen ungehindert zu überqueren, während andere das nicht konnten. Als ich 18 wurde, ging ich in die Vereinigten Staaten und wurde noch stärker mit den Fragen der Zugehörigkeit und der [künstlichen] Konstruktion von Identität konfrontiert. Ich entwickelte ein starkes Interesse für ethnische Minderheiten, Subkulturen und Randgruppen. Dies bestärkte mich meinen eigenen Stil und Stimme  zu entwickeln, indem ich die Fotografie, Videokunst und soziales Engagement einsetzte. Als ich 2008 [aus den USA wieder] nach Marokko zurückkehrte, begann ich ein Projekt über marokkanische Jugendliche und das Phänomen der Migration. Später, als Fortsetzung meiner Arbeit über Migration, intessierte ich mich für die Gemeinden in Marokko mit Zuwanderern aus den Sub-Sahara-Staaten und erlebte, dass die Sub-Sahara-Zuwanderer unter starker Diskriminierung und Rassismus [in Marokko] zu leiden hatten.“

## Tod
Am 15. Januar 2016 wurden Leila Alaoui und ihr Fahrer, Mahamadi Ouédraogo, Opfer eines Terroranschlags auf das Splendid Hotel und Cappuccino Restaurant in Ouagadougou. Zu der Tat bekannte sich die Extremistengruppe al-Mourabitoun. Die Gruppe des Extremisten Mokhtar Belmokhtar hatte sich erst im Dezember 2015 (wieder) al-Qaida im islamischen Maghreb (Aqmi) angeschlossen. Während Mahamadi Ouédraogo sofort starb, überlebte Leila Alaoui zunächst schwer verletzt. Am 18. Januar 2016 starb sie an den Folgen der zahlreichen Schussverletzungen, die sie erlitten hatte. Alaoui war im Auftrag von Amnesty International nach Burkina Faso gereist, um für die Kampagne „My Body my Rights“ eine Fotostrecke über Frauenrechte aufzunehmen.

## Ehrungen
Postum wurde Leila Alaoui 2017 vom französischen Kulturministerium zum Kommandeur des Ordre des Arts et des Lettres ernannt.